# Somebody Save Me (песня Эминема)
«Somebody Save Me» — песня американского рэпера Эминема при участии американского музыканта Jelly Roll из двенадцатого студийного альбома Эминема The Death of Slim Shady (2024). Позднее она была выпущена в качестве сингла, а 21 августа 2024 года вышел снятый на неё клип.

## Предыстория и релиз
Американский рэпер Эминем выпустил свой одиннадцатый студийный альбом Music to Be Murdered By в январе 2020 года. Альбом был успешным в критическом и коммерческом плане, с него вышли такие синглы, как «Godzilla», который занял 3-е место в Billboard Hot 100. После успеха альбома Эминем начал работу над своим двенадцатым студийным альбомом в сотрудничестве с Dr. Dre, и выпуск альбома был подтверждён на шоу Джимми Киммел в прямом эфире 19 марта 2024 года. Альбом, названный The Death of Slim Shady (Coup de Grâce), был официально анонсирован 26 апреля после драфта НФЛ 2024 года с помощью трейлера, изображающего новостной сюжет о смерти альтер-эго Эминема, Слима Шейди. Альбом был выпущен 12 июля 2024 года; песня «Somebody Save Me» стала девятнадцатой и последней в стандартном трек-листе. 19 июля 2024 года песня была выпущена в качестве сингла.

## Музыка и текст
«Somebody Save Me» — песня в стиле кантри-хип-хоп, исполненная в основном Эминемом, при этом часть песни была взята из сингла Джелли Ролла 2020 года «Save Me». Среди продюсеров песни — Эмиль Хейни, Бенни Бланко, Луис Ресто и Дэвид Рэй.
Текст песни «Somebody Save Me» рассказывает об отношениях Эминема с семьёй во время его наркотической зависимости и написан с точки зрения альтернативной реальности, в которой он умер перед выпускным вечера своей дочери Хэйлли. Песня открывается записью, на которой один из его детей, Алайна, умоляет его съесть ужин, на что он отвечает отказом. Все три куплета песни посвящены одному из его детей — Алайне, Хэлли и Стиви, — в которых он извиняется за то, что его зависимость разрушила семью. Он открыто сожалеет о том, что не смог стать настоящим отцом, говоря, что «даже не заслуживает звания отца». После вступления песни и между куплетами звучит фрагмент песни Джелли Ролла «Save Me», где он говорит «кто-нибудь, спасите меня, меня от меня самого», а также другие части оригинальной песни после каждого куплета.

## Отзывы
В рейтинге всех песен альбома The Death of Slim Shady Майкл Сапонара из Billboard счёл «Somebody Save Me» лучшей песней альбома, описав её как «слезоточивый» финал. Штатный автор Sputnikmusic написал, что «Somebody Save Me» наряду с «Temporary» и «Bad One» — песни, сохранившие проблемы, которые, по его мнению, были у песен Эминема в последние годы, но все же являющиеся «массивным улучшением».
Мерлин Олдерслейд из Louder заявил, что песня плохо завершает альбом, описав припев Джелли Ролла как «сентиментальный и раздражающий».

## Музыкальное видео
21 августа 2024 года было выпущено музыкальное видео сингла. В клип вошли фрагменты домашних съёмок и ролики из подкаста его дочери Хэйли Джейд «Just a Little Shady», а также сцены размышлений Эминема о своём прошлом. Рэпер изображён наблюдающим за разворачивающимися воспоминаниями за односторонним зеркалом. В клипе также можно увидеть Джелли Ролла, который появляется в пустой комнате с мерцающим светом и исполняет припев.

## Чарты
| Чарт (2024)                                 | Высшая позиция |
| ------------------------------------------- | -------------- |
| Австралия (ARIA)                            | 48             |
| Австралия Hip Hop/R&B (ARIA)                | 18             |
| Канада (Billboard Canadian Hot 100)         | 22             |
| Мир (Billboard Global 200)                  | 31             |
| Ирландия (IRMA)                             | 60             |
| Новая Зеландия (Recorded Music NZ)          | 31             |
| Швеция Heatseeker (Sverigetopplistan)       | 6              |
| ЮАР (TOSAC)                                 | 97             |
| Великобритания (UK Singles Downloads Chart) | 32             |
| Великобритания (UK Singles Sales, OCC)      | 35             |
| Великобритания (UK R&B Chart)               | 10             |
| США (Billboard Hot 100)                     | 27             |

## Сертификации
| Регион                                                                      | Сертификация | Продажи |
| --------------------------------------------------------------------------- | ------------ | ------- |
| Канада (Music Canada)                                                       | Золотой      | 40 000  |
| Данные о продажах + прослушиваниях приведены только на основе сертификации. |              |         |